# Stockholmskonventionen om långlivade organiska föroreningar

Medlemsnationer till Stockholmkonventionen

Logo

Stockholmskonventionen om långlivade organiska föroreningar är ett regelverk utformat för att försöka begränsa produktionen och spridningen av långlivade organiska föroreningar (persistent organic pollutants, POP). Förhandlingarna som låg till grund för konventionen avslutades i Stockholm 23 maj 2001 och konventionen trädde sedan i kraft 2004. 150 länder har avtalat att begränsa produktion och användning av tolv av de farligaste kemikalierna, bland annat insektsgiftet DDT, industrikemikalierna PCB, bekämpningsmedlet hexaklorbensen och dioxiner. I maj 2009 lades ytterligare nio kemikalier till avtalet, bland annat perfluoroktansulfonat samt vissa typer av bromerade flamskyddsmedel.

## Listade substanser
| Annex                    | Namn                                          | CAS-nummer | Särskilt angivna undantag |
| ------------------------ | --------------------------------------------- | ---------- | --- |
| A. Eliminering           | Aldrin                                        | 309-00-2   | Användning som lokal ektoparasiticid och insekticid |
| A. Elimination           | Klordan                                       | 57-74-9    | Produktion av registrerade parter, specificerade av konferensen Användning som lokal ektoparasiticid, insekticid, termiticid (i byggnader, dammar och landsvägar), som tillsatsmedel för bindemedel för plywood |
| A. Eliminering           | Dieldrin                                      | 60-57-1    | Användning inom jordbruket |
| A. Eliminering           | Endrin                                        | 72-20-8    | Inga |
| A. Eliminering           | Heptaklor                                     | 76-44-8    | Användning som termiticid (i huskonstruktioner samt underjordisk användning), träskyddsbehandling samt i underjordiska elledningsdosor                                                                          |
| A. Eliminering           | Hexaklorbensen                                | 118-74-1   | Produktion av registrerade parter, specificerade av konferensen Användning som kemisk intermediär och lösningsmedel för pesticider                                                                              |
| A. Eliminering           | Mirex                                         | 2385-85-5  | Produktion av registrerade parter, specificerade av konferensen Användning som termiticid |
| A. Eliminering           | Toxafen                                       | 8001-35-2  | Inga |
| A. Eliminering           | Polyklorerade bifenyler (PCB)                 |            | Användning i enlighet med del II av Annex A |
| B. Begränsning           | DDT                                           | 50-29-3    | Bekämpning av smittspridare enligt del II av Annex B Produktion och användning som intermediär i produktion av dicofol                                                                                          |
| C. Oavsiktlig produktion | Polyklorerade dibenso-p-dioxiner ("dioxiner") |            | |
| C. Oavsiktlig produktion | Polyklorerade bifenyler (PCB)                 |            | |
| C. Oavsiktlig produktion | Hexaklorbensen                                | 118-74-1   | |